# 南極振動
南極振動（なんきょくしんどう、英: Antarctic oscillation）とは、南半球における極渦の強弱を示すパターンである。頭字語: AAO は北極振動（AO）と対照する。またSAM（英: Southern Annular Mode、南半球環状モード）あるいはSHAM（英: Southern Hemisphere Annual Mode）とも呼ばれる。1999年にGong と Wangによって発見された。
南極振動は北極振動と同様に南極振動指数の値（第1主成分得点）を指標に、南極域と中緯度の気圧のほぼ環状のシーソー的変動と見なされる。大きな正の値の時には南極域の気圧が負偏差を、中緯度の海上を中心に正偏差を示す。大きな負の値の時には逆のパターンとなる。
また北極振動はEOF（経験的直交関数展開）解析すると出てくる見かけのモードであるという批判的な議論もあるが、南極振動の場合、南極は南極海で囲まれ真の固有モードである可能性もある。
昭和基地の年平均地上気圧の時系列は南極振動との負の相関関係を持つことが観測された。

## 南極振動指数
南極振動指数（Antarctic oscillation index）とは、南極振動の強さを表現する指標である。第1主成分得点すなわち南半球における700hPa等圧面高度偏差場の主成分分析によって得られる値を南極振動指数として定義する。

## 関連資料
本文の典拠以外のもの。発行年順。
- 『大会講演予稿集 78（2000年度/秋季）』日本気象学会、2000年10月。国立国会図書館デジタルコレクション。doi:10.11501/10291278、国立国会図書館/図書館送信参加館内公開。掲載誌別題『大会大阪管区気象研究会講演予稿集』。
  - 松村伸治 ; 謝尚平 ; 他2名「P106 南半球の準10年振動の影響と強制力」295頁（コマ番号0156.jp2）。
  - 安富奈津子 ; 木本昌秀 ; 他2名「P114 北極振動および南極振動の維持形成機構の解析」303頁（コマ番号0160.jp2）。

- 『極域気水圏シンポジウムプログラム・講演要旨』、国立極地研究所。国立国会図書館デジタルコレクション、国立国会図書館/図書館送信参加館内公開。掲載誌別題『The Symposium on Polar Meteorology and Glaciology program and abstracts』。
  - 第24号、2001年11月。榎本浩之 ; 山崎孝治 ; 亀田貴雄 ; 高橋修平「2 南極環状モード（南極振動）から見た冬期昇温現象」71-72 頁。doi:10.11501/10291323、コマ番号0085.jp2。
  - 第25号、2002年11月。青木茂「5 南極沿岸水位の季節内変動と南極振動」 69-70頁。doi:10.11501/10291324、コマ番号0087.jp2。
- 青木茂 ; 土井浩一郎 ; 渋谷和雄「14 昭和基地で観測された南極振動に起因する重力変化」『南極地学シンポジウムプログラム・講演要旨22』2002年10月、26-27頁。国立国会図書館デジタルコレクション、doi:10.11501/10291297、コマ番号0024.jp2、国立国会図書館/図書館送信参加館内公開。別題「Gravity changes at Syowa Station caused by the Antarctic oscillation」。